# Bodongpa
Le bodongpa, ou tradition bodong, est une école basée sur les enseignements sakyapa et nyingmapa du bouddhisme tibétain, fondée par Kadampa Geshe Mudra Chenpo en 1049.
Le monastère bodong fut établi par Kadampa Geshe Mudra Chenpo en 1049 après que Nyan Lotsawa Dharma Drakpa fut rentré d'Inde
Bodong Panchen Chole Namgyal (bo dong pan chen phyogs las rnam rgyal), aussi appelé Pandita Chokley Namgyal, (1376-1451), est un des savants les plus connus de cette tradition. 
La papesse tibétaine Samding Dorje Phagmo, ou « Truie de diamant », a suivi cet enseignement.
Les aires nomades du nord du Shekar étaient les domaines des gouverneurs de Porong (tibétain : སྤོ་རོང་, Wylie : spo rong), ils furent, avec les gouverneurs du Lato et Gungthang, des adeptes de la tradition bodong et sont restés en relation étroite avec ces familles de gouverneurs.
La lignée a survécu jusqu'en 1959 au Tibet.